# Aïn Khadra
Pour les articles homonymes, voir Khadra (homonymie).
Aïn Khadra est une commune de la wilaya de M'Sila en Algérie.